# 國際航空集團
國際航空集團（英語：International Consolidated Airlines Group，縮寫：IAG）是一家英國及西班牙合資的航空控股公司，總部在英國倫敦，公司則在西班牙馬德里註冊成立。2011年1月由英國航空和西班牙國家航空合資而成。根據2010年收益，它是歐洲第三大、世界第七大航空公司。
自2011年1月24日以來，國際航空公司主要在倫敦證券交易所交易。此外也在馬德里、巴塞隆那、畢爾包和瓦倫西亞證券交易所上市。同年4月1日在IBEX 35掛牌。

## 歷史

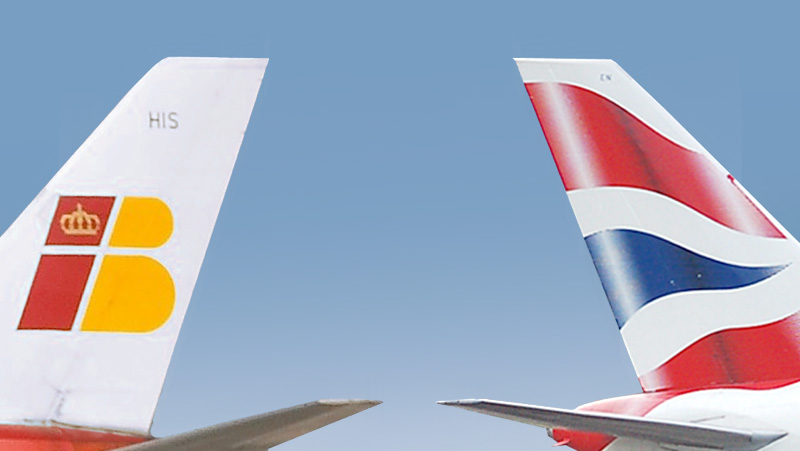
西班牙國家航空和英國航空的標誌

2009年11月英國航空和西班牙國家航空就已經宣佈簽署初步合併書。次年4月，兩公司確定完全合併并簽署文件。2011年1月21年合併完成，24日開始國際航空在倫敦和馬德里上市。
2011年10月，IAG宣佈啟動負責中短程航線的伊比利亞快運。次年3月25日伊比利亞快運開始運行。
2011年11月4日，IAG決定從漢莎航空處收購英國中部航空，通過這項交易，IAG在希斯羅機場所佔的股份便由原先的45%增加到了54%。12月22日交易金額定為1.725億英鎊。2012年4月20日交易完成，2012年末英國中部航空公司的飛機和航線都已整合到IAG之下。
2012年11月8日，IAG決定完全收購伏林航空，2013年4月其所持有的伏林航空股份已達90%以上。
2012年12月，IAG將英國航空、英國中部航空和西班牙國家航空的貨運拆分併入單獨的國際航空集團貨運中。
2013年4月，IAG決定購買18架波音787，其交易金額將達到45億歐元。這些飛機將在2017至2021年間取代英國航空的一部分747客機。

## 運營

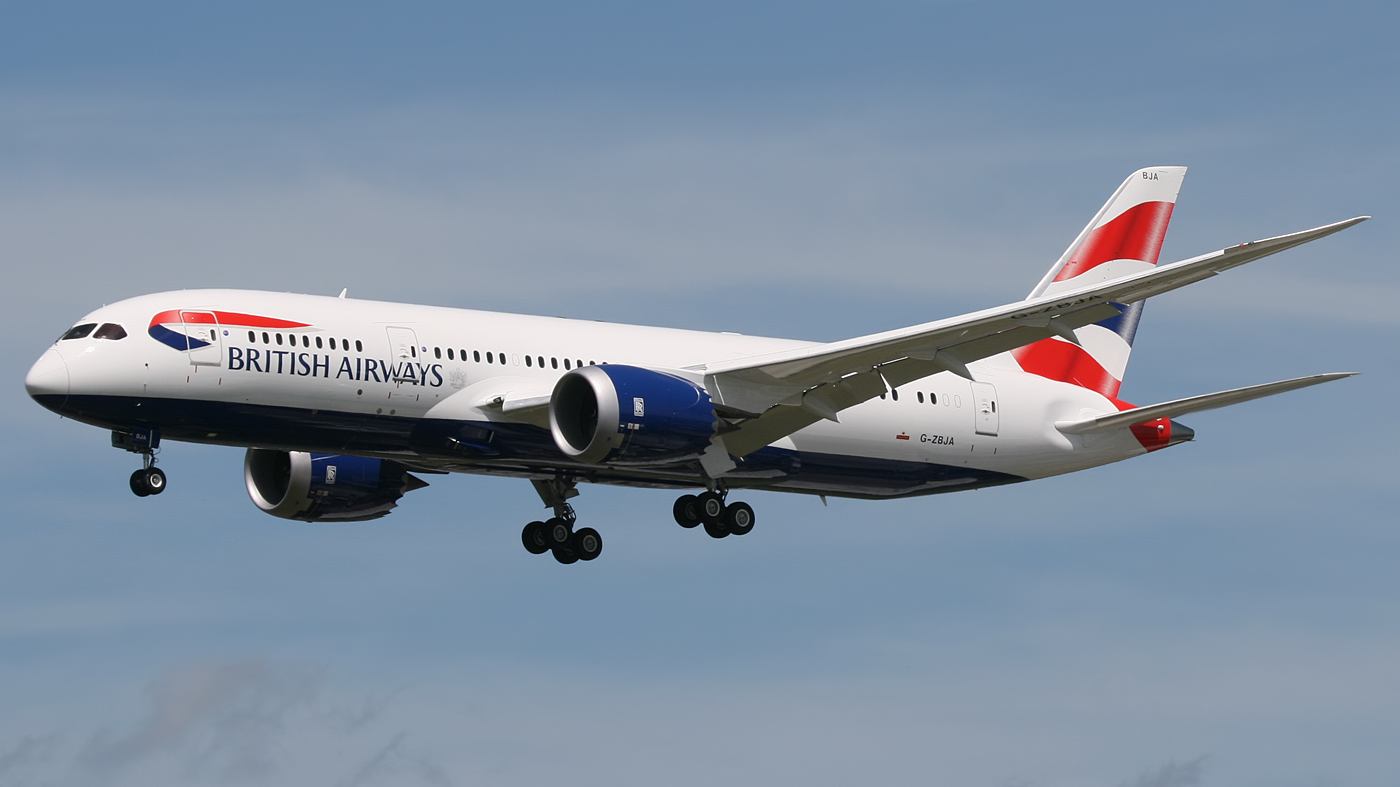
一架英國航空的波音787-8

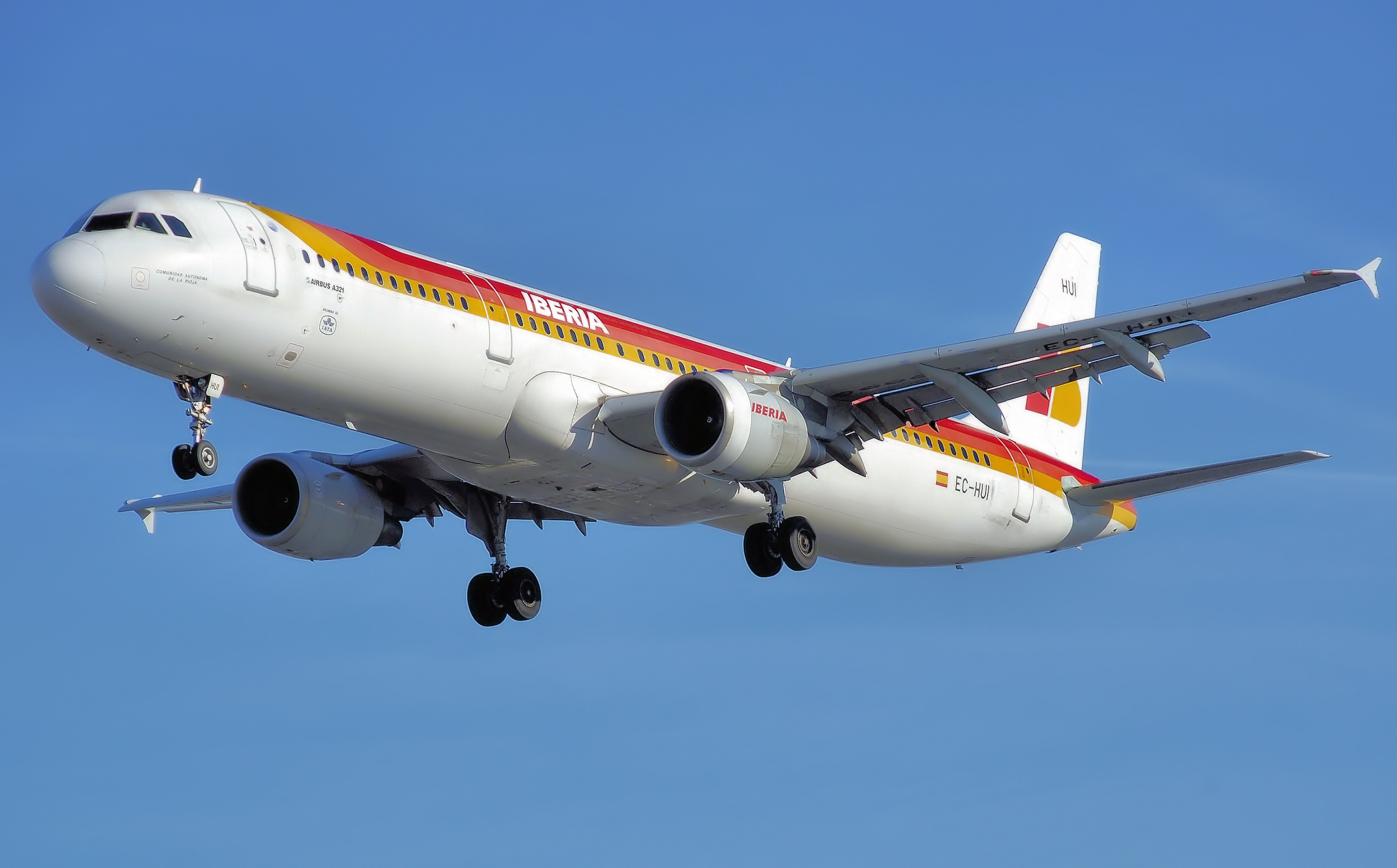
一架西班牙國家航空空中巴士A321-200

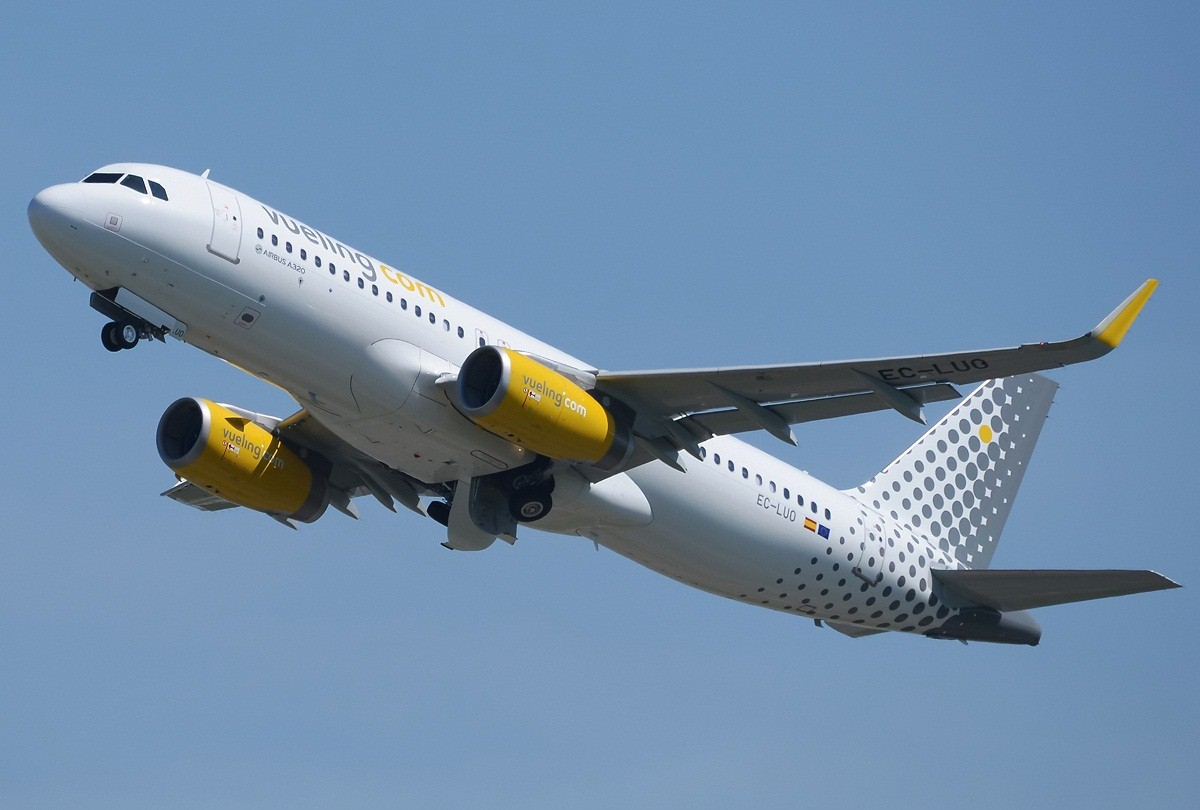
一架伏林航空的空中巴士A320-200

IAG擁有415架飛機，飛往約200個目的地。英國航空和西班牙國家航空分開運營。IAG最常見的機型是空中巴士A320系列，共有226架。IAG的西班牙和英國部分都有各自的運營中心。

### 子公司
- 英國航空（100%持有）
- 西班牙國家航空（100%持有）
- 國際航空集團貨運（100%持有）
- 愛爾蘭航空（98.05%持有）[37]
- 伏林航空（97.52%持有）[38]

### 少數股權
- 摩洛哥皇家航空（0.95%）
- 毛里求斯航空（2.3%）

## 飛行常客獎勵計劃
國際航空集團（IAG）經營的飛行常客計劃Avios於2011年11月16日由Air Miles、BA Miles及Iberia Plus Points三個飛行常客獎勵計劃合併組成。Avios的里數可以用來乘搭愛爾蘭航空、義大利航空、英國航空、西班牙國家航空、水平航空，同時亦能兌換寰宇一家的航班，如美國航空、國泰航空等。
而在2015年改制後，所有IAG轄下使用Avios的常客計劃，包括Avios Travel Reward Programme，British Airways Executive Club及Iberia Plus將轉移至IAG之子公司Avios Group。British Airways Executive Club的會員可以任意在其英航帳戶及Avios.com之間轉移里數。
2018年7月 宣佈Avios.com不再向British Airways Executive Club會員開放，其Avios.com里數將自動轉移至所屬之英航帳戶。Avios.com則將繼績為Iberia Plus及Aer Lingus會員服務。另外，British Airways Executive Club的里數也可以自由轉換至Iberia Plus或其他IAG旗下航空公司的飛行常客獎勵計劃中。

## 外部連結
- International Airlines Group （页面存档备份，存于）